# Lublino
Lublino (deutsch Nöblin) ist ein Dorf in der polnischen Woiwodschaft Westpommern und gehört zur Stadt- und Landgemeinde Chociwel (Freienwalde in Pommern) im Powiat Stargardzki (Kreis Stargard in Pommern).

## Geographische Lage und Verkehrsanbindung
Lublino liegt am Nordufer des Jezioro Kamienny Most (Steinhöfeler See) im südwestlichen Bereich des Iński Park Krajobrazowy (Landschaftsschutzpark Nörenberg) innerhalb der Pojezierze Iński (Nörenberger Seenplatte).
Eine Stichstraße führt von der polnischen Landesstraße 20 (hier Teilstück der ehemaligen deutschen Reichsstraße 158) drei Kilometer nordöstlich der Stadt Chociwel (Freienwalde) nach Lublino. Bahnstation ist Chociwel an der Staatsbahnstrecke von Stargard in Pommern nach Danzig.

## Geschichte
Das früher Nöblin genannte Dorf war bis in die 1920er Jahre eine Landgemeinde und Gutsbezirk. Im Jahre 1910 waren hier 222 Einwohner registriert. Mit dem Nachbarort Steinhöfel (heute polnisch: Kamienny Most) wurde das Dorf dann zur Gemeinde Steinhöfel-Nöblin zusammengeschlossen. Die Gemeinde gehörte bis 1945 zum Amtsbezirk Steinhöfel und lag im Landkreis Saatzig im Regierungsbezirk Stettin der preußischen Provinz Pommern.
Seit 1945 ist der nun Lublino genannte Ort Teil der polnischen Gmina Chociwel im Powiat Stargardzki in der Woiwodschaft Westpommern. Hier leben etwa 100 Einwohner.

## Kirche
Nöblin hatte eine eigene Kirche. Sie war bis 1945 Filialkirche im evangelischen Kirchspiel Steinhöfel (Kamienny Most) im Kirchenkreis Freienwalde (Chociwel) in der Kirchenprovinz Pommern der Kirche der Altpreußischen Union. Das Kirchenpatronat der Nöbliner Kirche vertrat der Woltersdorfer Gutsbesitzer. Zur Kirchengemeinde Nöblin gehörten im Jahre 1940 immerhin 278 Gemeindeglieder (bei 1020 im gesamten Kirchspiel). In den letzten Jahren vor 1945 wurde die Gemeinde vom Pfarrer in Zeinicke (Ścienne) betreut.
Seit 1945 ist die Bevölkerung von Lublino mehrheitlich katholischer Konfession. Pfarrsitz ist nunmehr Chociwel, das zum Dekanat Ińsko (Nörenberg) im Erzbistum Stettin-Cammin der Katholischen Kirche in Polen gehört. Evangelische Kirchenmitglieder sind nun in die Trinitatiskirchengemeinde in Stettin in der Diözese Breslau der Evangelisch-Augsburgischen Kirche in Polen eingepfarrt.

## Schule
Vor 1945 stand die Schule der vereinigten Gemeinde Steinhöfel-Nöblin genau zwischen den beiden Ortsteilen.